# مردم زیبا (ترانه)
«مردم زیبا» (به انگلیسی: The Beautiful People) ترانه‌ای از دومین آلبوم استودیویی مریلین منسون به‌نام ابرستاره ضدمسیح است که به‌عنوان یکی از تک‌آهنگ‌های آن آلبوم در نوامبر ۱۹۹۶ منتشر شد. این قطعهٔ موفق اینداستریال را مریلین منسن و تویگی رامیرز نوشتند و تهیه‌کنندگی آن بر عهدهٔ ترنت رزنر، دیو اوگیلوی و خود منسن بوده‌است.
تک‌آهنگ «مردم زیبا» در زمان انتشارش در ایالات متحده تا ردهٔ ۲۹اُم جدول Mainstream Rock Tracks و ردهٔ ۲۶اُم جدول Modern Rock Tracks صعود کرد و در بریتانیا جایگاه ۱۷اُم جدول پُرفروش‌ترین تک‌آهنگ‌ها را به‌خود اختصاص داد. وی‌اچ‌وان در انتخاب «۱۰۰ ترانهٔ برتر هارد راک تمام دوران» جایگاه ۸۶اُم را به «مردم زیبا» اختصاص داد و در گزینش «۴۰ ترانهٔ برتر متال» در سال ۲۰۰۶ آن را به‌عنوان ۲۸اُمین ترانهٔ برتر معرفی کرد. استفن توماس ارلواین از آل‌میوزیک این ترانه را اولین اثر واقعاً عالی منسن دانسته که حتی مخالفانش هم نمی‌توانند فکر آن را از سرشان بیرون کنند.

## پیشینه
«مردم زیبا» در سال ۱۹۹۴ نوشته شده‌است، شعر آن را منسون سروده و موسیقی‌اش را توویگی رامیرز (گیتاریست پیشین گروه) ساخته‌است. آن‌ها اولین مرتبه نسحهٔ دموی این ترانه را در اتاق یک هتل که در حین برگزاری یک تور در آنجا اقامت داشتند، ضبط کردند. منسون در مصاحبه‌ای به مجلهٔ کرانگ! گفته‌است که او با ضربه زدن به کف اتاق، جینجر فیش را برای نواختن بخش‌های درامز راهنمایی می‌کرد و جینجر فیش همان ریتم را عیناً با درام الکتریک اجرا و ضبط می‌کرد. او اضافه کرده‌است که آن‌روز همه چیز به‌خوبی پیش رفت و کار ترانه همان‌جا تمام شد.
عنوان «مردم زیبا» را منسون از کتابی به‌همین نام که در سال ۱۹۶۷ منتشر شد و موضوع آن راجع به کندی‌ها، سیاست و مُد در آن دوره بود به عاریت گرفته‌است؛ چیزی که منسن از آن با عنوان «فرهنگ زیبایی» یاد می‌کند.

## متن ترانه
شعر «مردم زیبا» یک انتقاد تلخ و خشم‌آلود از آمریکا و مسیحیت است و برضد نظام سرمایه داری حاکم بر امریکا نوشته شده است. 

## ویدئو
ویدئوی «مردم زیبا» که فلوریا سیجیزموندی ایتالیایی آن را کارگردانی کرده‌است در کارخانهٔ متروکهٔ گودرهم اند ورتز واقع در منطقهٔ دیستیلری دیستریکت تورنتو فیلم‌برداری شده‌است.

مریلین منسن در نمایی از ویدئو با تجهیزات دندانپزشکی داخل دهانش

در ابتدای ویدئو، اعضای گروه در محلی که شبیه به یک محیط آموزشی است و لوازم پزشکی پروتز و تجهیزات آزمایشگاهی در آن‌جا وجود دارد دیده می‌شوند. در بیرون از آن محیط، مریلین منسن با قامتی بسیار بلندتر از یک انسان معمولی به‌تصویر کشیده شده‌است. سر او طاس است و لباس و عینک هوانوردی دارد. زمانی که با آن شمایل بر روی ایوان ساختمان که تریبونی نیز در آن‌جا وجود دارد ظاهر می‌شود، جمعیتی که تجمعات فاشیستی دههٔ ۳۰ و ۴۰ میلادی را به ذهن متبادر می‌کنند، او را از داخل خیابان تشویق می‌کنند. پس از آن منسون درحالی که جمعیت دورش حلقه زده‌اند و ۲ نفر برای این‌که نیفتد از پایین دستهای‌اش را گرفته‌اند، در خیابان دیده می‌شود. در میان این تصاویر کات‌های کوتاه دیگری از یک کرم در حال تقلا، چکمه‌های جمعیت که پای‌شان را به زمین می‌کوبند و دیگر اعضای گروه که با سر و شکل نامتعارف در حال اجرای ترانه هستند گنجانده شده‌است. در نماهای کوتاه دیگر منسن در حالتی دیده می‌شود که توسط وسیله‌ای-شبیه ابزار دندان‌پزشکی-دهانش باز نگه داشته شده و در حالی‌که دندان‌هایش با روکش فلزی جلب توجه می‌کنند مشغول اجرای ترانه‌است.
ویدئوی «مردم زیبا» در مراسم جوایز ام‌تی‌وی سال ۱۹۹۷ در ۲ بخش «بهترین ویدئوی راک» و «بهترین جلوه‌های ویژه» نامزد دریافت جایزه بود.

## پی‌نوشت
1. ↑  the culture of beauty

## یادکرد منابع
1. ↑  Stephen Thomas Erlewine. "Beautiful People" (به انگلیسی). وب‌گاه AllMusic. Retrieved 8 February 2011.
2. ↑  "MARILYN MANSON Talks About Inspiration Behind 'The Beautiful People'" (به انگلیسی). وب‌گاه Roadrunner Records. ۳۰ مه ۲۰۰۵. Archived from the original on 13 March 2007. Retrieved 8 February 2011.
3. ↑  Walt Mueller. "Rev. Marilyn Manson: In Love With Hate" (به انگلیسی). وب‌گاه cpyu.org. Archived from the original on 13 January 2011. Retrieved 9 February 2011.
4. ↑  "MTV Video Music Awards" (به انگلیسی). وب‌گاه MTV. p. بخش Winners را ببینید. Archived from the original on 29 اكتبر 2015. Retrieved 8 February 2011. {{cite web}}: Check date values in: |archive-date= (help)

- مشارکت‌کنندگان ویکی‌پدیا. «The Beautiful People (Marilyn Manson song)‎». در دانشنامهٔ ویکی‌پدیای انگلیسی، بازبینی‌شده در ۸ فوریه ۲۰۱۱.